# Кент (округ, Меріленд)
Шаблон:StateAbbr_ 39°14′ пн. ш. 76°06′ зх. д. / 39.23° пн. ш. 76.1° зх. д.
Округ  Кент (англ. Kent County) — округ (графство) у штаті  Меріленд, США. Ідентифікатор округу 24029.

## Демографія
За даними перепису 
2000 року 
загальне населення округу становило 19197 осіб, зокрема міського населення було 5002, а сільського — 14195.
Серед мешканців округу чоловіків було 9192, а жінок — 10005. В окрузі було 7666 домогосподарств, 5136 родин, які мешкали в 9410 будинках.
Середній розмір родини становив 2,81.
Віковий розподіл населення поданий у таблиці:
| Стать    | До 15 років | 15-21 | 22-29 | 30-39 | 40-49 | 50-65 | 65-85 | Понад 85 |
| -------- | ----------- | ----- | ----- | ----- | ----- | ----- | ----- | -------- |
| Чоловіки | 1693        | 1014  | 725   | 1140  | 1266  | 1753  | 1451  | 150      |
| Жінки    | 1592        | 1145  | 745   | 1201  | 1388  | 1827  | 1791  | 316      |

## Суміжні округи
- Сесіл — північ
- Нью-Касл, Делавер — північний схід
- Кент, Делавер — південний схід
- Графство королеви Анни — південь
- Енн-Арундел — південний захід
- Балтимор — захід
- Гарфорд — північний захід

## Виноски
1. ↑  Geographic Names Information System
2. ↑  U.S. Decennial Census. United States Census Bureau. Архів оригіналу за 26 квітня 2015. Процитовано 12 вересня 2014.
3. ↑  Historical Census Browser. University of Virginia Library. Архів оригіналу за 11 серпня 2012. Процитовано 12 вересня 2014.
4. ↑  Population of Counties by Decennial Census: 1900 to 1990. United States Census Bureau. Архів оригіналу за 31 жовтня 2014. Процитовано 12 вересня 2014.
5. ↑  Census 2000 PHC-T-4. Ranking Tables for Counties: 1990 and 2000 (PDF). United States Census Bureau. Архів оригіналу (PDF) за 18 грудня 2014. Процитовано 12 вересня 2014.
6. ↑  State & County QuickFacts. United States Census Bureau. Архів оригіналу за 6 червня 2011. Процитовано 24 серпня 2013.(англ.) Наведено за англійською вікіпедією.
7. ↑  American FactFinder. Бюро перепису населення США. Архів оригіналу за 29 липня 2011. Процитовано 31 січня 2008.

| США | Це незавершена стаття з географії США. Ви можете допомогти проєкту, виправивши або дописавши її. |